# Essbarer Hornklee
Der Essbare Hornklee (Lotus edulis), auch Afrikanischer Erbsenklee auch Essbarer Schotenklee genannt, ist eine Pflanzenart aus der Gattung Hornklee (Lotus) innerhalb der Unterfamilie der Schmetterlingsblütler (Faboideae).

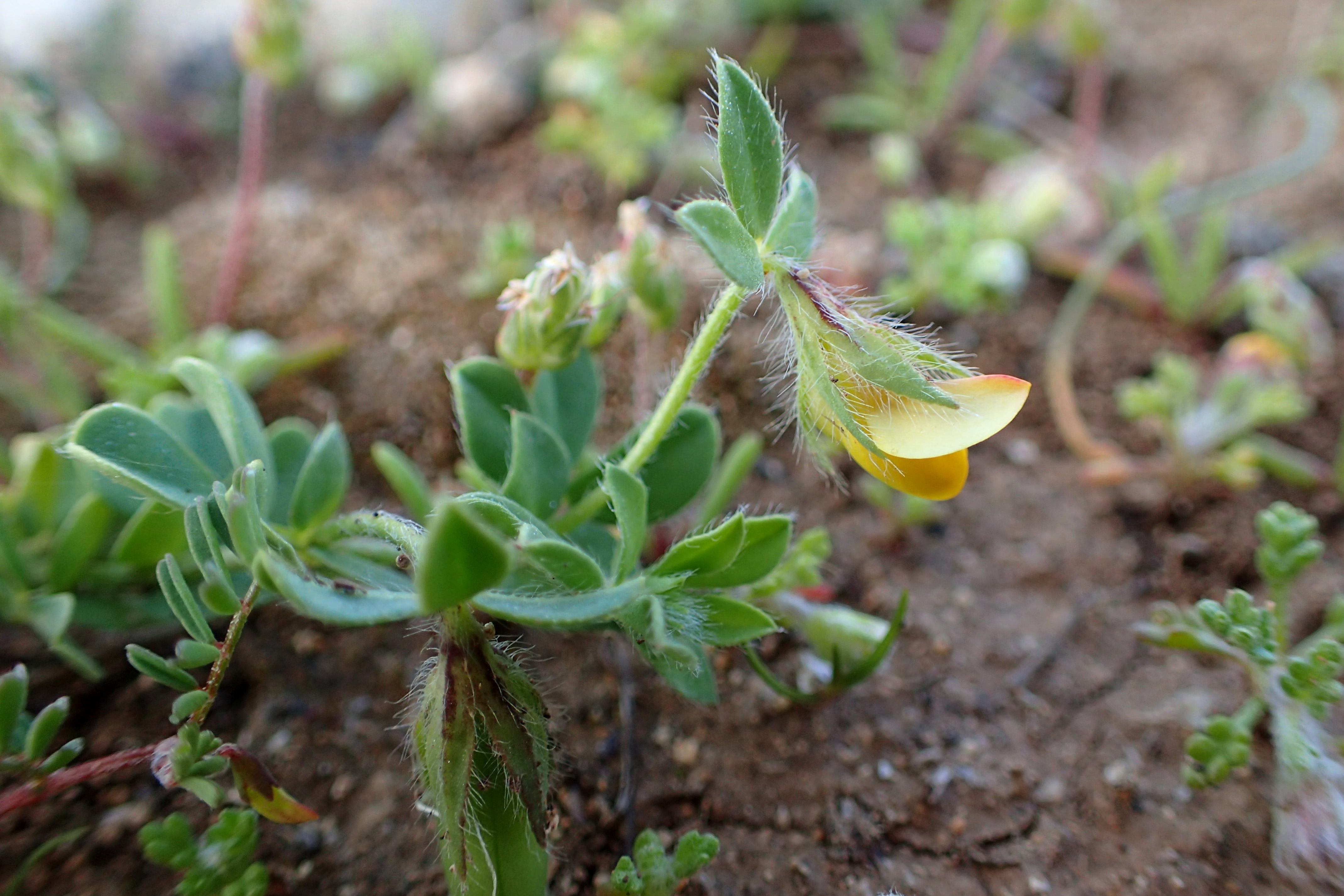
Blüte

## Beschreibung
Der Essbare Hornklee ist eine einjährige Pflanze, die 10 bis 40 Zentimeter hoch wird. Seine Stängel sind niederliegend bis aufsteigend, sie sind verzweigt und abstehend behaart.
Die wechselständigen, kurz gestielten Laubblätter sind wechselständig, und fünfzählig gefiedert. Die zwei etwas kleineren, unteren, eiförmigen Blättchen sind von den übrigen drei oberen, größeren, an der behaarten Rhachis entfernt stehend. Die oberen, verkehrt-eiförmigen, bespitzten oder spitzen bis rundspitzigen Blättchen sind 5 bis 16 Millimeter lang und 4 bis 10 Millimeter breit. Die Blättchen sind sitzend, ganzrandig und mehr oder weniger zerstreut, langhaarig.
Die Blüten stehen meist einzeln oder seltener zu 2 bis 3 beieinander an drei, leicht behaarten Tragblättchen (ein sitzendes, dreizähliges Laubblatt bzw. Tragblatt). Der achselständige Blütenstandsstiel ist zwei- bis viermal länger als das zugehörige Laubblatt. Die zwittrige, kurz gestielte, gelbe Schmetterlingsblüte ist 10 bis 16 Millimeter lang. Der Kelch ist lang behaart. Die 5 schmalen, spitzen Kelchzipfel sind alle gleich lang und länger als die Kelchröhre. Die Fahne besitzt rötliche, streifige Saftmale. Die zylindrische Hülse ist auffällig dick, sie ist jung fleischig, etwas aufwärts gebogen und am Rücken gefurcht. Sie ist 15 bis 35 Millimeter lang und 4 bis 8 Millimeter breit. Sie enthält 10 bis 30 Samen.
Blütezeit ist Februar bis Juni.
Die Chromosomenzahl beträgt 2n = 14.

## Vorkommen
Der Essbare Hornklee kommt in Nordafrika, in Südeuropa, in der Türkei, in Zypern und im Gebiet von Israel, Jordanien, Libanon und Syrien vor. Er gedeiht in Grasfluren, auf Kulturland und auf Brachland. Er kommt auf der Iberischen Halbinsel in Höhenlagen von 0 bis 300 Metern Meereshöhe vor.

## Nutzung
Die jungen Früchte sind roh oder gekocht essbar. Ähnlich sind die geflügelten Hülsen der verwandten Roten Spargelbohne (Lotus tetragonolobus) und der Spargelerbse (Lotus maritimus).

## Taxonomie
Der Essbare Hornklee wurde 1753 von Carl von Linné in Species Plantarum, Tomus 2, S. 774 erstbeschrieben. Ein Synonym ist Krockeria oligocerata Moench oder Mullaghera edulis (L.) Bubani.